# Черно ходещо сомче
Clarias angolensis е вид лъчеперка от семейство Clariidae. Видът не е застрашен от изчезване.

## Разпространение и местообитание
Разпространен е в Ангола, Габон, Демократична република Конго, Камерун и Централноафриканска република.
Обитава сладководни басейни и реки.

## Описание
На дължина достигат до 35 cm.